# کریستی رامپون
کریستی پاتریشیا رامپون (انگلیسی: Christie Patricia Rampone متولد ۲۴ ژوئن ۱۹۷۵) بازیکن بازنشسته فوتبال در پست مدافع اهل ایالات متحده آمریکا است. از باشگاه‌هایی که در آن بازی کرد می‌توان به نیویورک پاور، اسکای بلو اف‌سی و مجیک‌جک اشاره کرد. وی همچنین به عنوان کاپیتان برای تیم ملی فوتبال زنان آمریکا بازی می‌کرد.